# Cardosoa athanasioides
Cardosoa athanasioides es la única especie del género monotípico Cardosoa perteneciente a la familia de las asteráceas. Es originaria de Angola en la Provincia de Huambo.

## Taxonomía
Cardosoa athanasioides fue descrita por (S.Ortiz & Paiva) S.Ortiz & Paiva.